# Наркомовские 100 грамм
«Нарко́мовские сто грамм» — неофициальный термин, имевший хождение в период ведения Красной Армией боевых действий, которым обозначали норму выдачи алкоголя (водки) военнослужащим.

## История

### Советско-финляндская война
Ещё в январе 1940 года во время Советско-финляндской войны народный комиссар обороны К. Е. Ворошилов обратился к И. В. Сталину с просьбой выдавать бойцам и командирам РККА по 100 граммов водки и 50 граммов сала в день ввиду тяжёлых погодных условий (морозы на Карельском перешейке доходили той зимой почти до −40 °C). Соответствующее распоряжение немедленно поступило в войска, при этом танкистам норма была удвоена, а лётчикам было решено выдавать по 100 граммов коньяка.
С 10 января по начало марта 1940 года военнослужащими РККА было выпито более 10 тонн водки и 8,8 тонны коньяка. Именно тогда в войсках появились такие термины, как «ворошиловский паёк» и «наркомовские 100 грамм».
Участник Советско-финляндской войны, впоследствии знаменитый артист Юрий Никулин вспоминает:
«Как только началась война, нам ежедневно выдавали по сто граммов водки в день. Попробовал я как-то выпить, стало противно. К водке полагалось пятьдесят граммов сала, которое я любил, и поэтому порцию водки охотно менял на сало. Лишь 18 декабря 1939 года выпил положенные мне фронтовые сто граммов: в этот день мне исполнилось восемнадцать лет».

### Великая Отечественная война
В ходе Великой Отечественной войны водку в войсках начали выдавать уже в июле 1941 года, хотя официальное постановление Государственного комитета обороны (ГКО) под грифом «секретно» И. В. Сталин подписал только в августе:

Постановление от 22 августа 1941 года № ГКО-562с «О введении водки на снабжение в действующей Красной Армии».

Установить, начиная с 1 сентября 1941 года, выдачу 40° водки в количестве 100 граммов в день на человека красноармейцу и начальствующему составу войск первой линии действующей армии.

Председатель Государственного Комитета Обороны И. Сталин.

25 августа 1941 года заместителем наркома обороны генерал-лейтенантом интендантской службы А. В. Хрулёвым был подписан уточняющий постановление ГКО приказ № 0320 «О выдаче военнослужащим передовой линии действующей армии водки по 100 граммов в день». В приказе оговаривалось, что наравне с бойцами, сражающимися на передовой, водку должны получать также лётчики, выполняющие боевые задания, и инженерно-технический состав аэродромов действующей армии. Но так как водки в таком большом количестве на территории СССР не выпускалось, вместо неё было решено разбавлять медицинский спирт до 40°. Разбавленный спирт развозили по фронтам в железнодорожных цистернах (по 43—46 цистерн в месяц). На местах её переливали в бочки или молочные бидоны и отправляли в части и подразделения.
После того как к весне 1942 года на фронтах сложилось тяжёлое положение, в ГКО решили дифференцировать выдачу алкоголя. Проект постановления комитета предусматривал «сохранить выдачу водки только военнослужащим частей передовой линии, имеющим успехи в борьбе с немецко-фашистскими захватчиками, увеличив её до 200 грамм в день». Однако И. В. Сталин собственноручно внёс поправки в этот проект, сохранив «наркомовские» только для тех частей передовой линии, военнослужащие которых ведут наступательные операции. Остальным же военнослужащим передовой линии 100 граммов водки полагалось лишь по праздникам. В число таковых входили революционные и общественные торжественные дни: годовщина Великой Октябрьской социалистической революции (7 и 8 ноября), День Конституции (5 декабря), день Нового года (1 января), День Красной Армии (23 февраля), дни Международного праздника трудящихся (1 и 2 мая), Всесоюзный день физкультурника (19 июля), Всесоюзный день авиации (16 августа), день полкового праздника (сформирования части); проектом предусматривался ещё и Международный юношеский день 6 сентября, но Сталин его из списка вычеркнул. Постановление ГКО № 1889с «О порядке выдачи водки войскам действующей армии» вышло 6 июня 1942 года.
Незадолго до начала наступления Красной Армии под Сталинградом порядок выдачи алкоголя вновь изменили. 12 ноября 1942 года выдачу 100 граммов возобновили для всех, кто находился на передовой и вёл боевые действия. Тем, кто служил в тылу — дивизионным и полковым резервам, стройбату, работавшему под огнём противника, а также раненым (по разрешению врачей) — полагалось 50 граммов водки в день. На Закавказском фронте было решено вместо 100 граммов водки выдавать по 200 граммов портвейна или по 300 граммов сухого вина.
Очередная коррекция норм выдачи алкоголя произошла уже через 5 месяцев. 30 апреля 1943 года вышло постановление ГКО № 3272 «О порядке выдачи водки войскам действующей армии». В приказе НКО предписывалось:

1. Прекратить с 3 мая 1943 года массовую ежедневную выдачу водки личному составу войск действующей армии.
2. Выдачу водки по 100 граммов в сутки на человека производить военнослужащим только тех частей передовой линии, которые ведут наступательные операции, причём определение того, каким именно армиям и соединениям выдавать водку, возлагается на военные советы фронтов и отдельных армий.
3. Всем остальным военнослужащим действующей армии выдачу водки в размере 100 граммов на человека в сутки производить в дни революционных и общественных праздников.

Сразу после Курской битвы водку впервые стали получать части НКВД и железнодорожные войска. Отмена выдачи водки в армии произошла в мае 1945 года после победы над Германией.

### Послевоенный период
В послевоенных Вооружённых силах алкоголь в виде сухого вина в количестве 100 граммов в день выдавался только экипажам атомных подводных лодок ВМФ СССР в период боевого похода.

## Свидетельства очевидцев
Нет никаких доказательств того, что выдача алкоголя как-либо помогала воевать. Для медицинских целей спирт был нужен (дезинфекция ран, использование в качестве наркоза при отсутствии других средств и тому подобное), однако при употребления внутрь «наркомовская чарка» больше мешала воевать, чем помогала. Она приводила к значительному росту неадекватного поведения бойцов, рассеиванию внимания и сосредоточенности и, следовательно, сильному ухудшению боевых качеств людей, а также к увеличению числа обмороженных, так как вопреки народному заблуждению, водка создаёт только видимость согрева. Поэтому в послевоенные годы данная мера подвергалась большой критике.
«Нам в десанте давали эти пресловутые „сто грамм“, но я их не пил, а отдавал своим друзьям. Однажды в самом начале войны мы крепко выпили, и из-за этого были большие потери. Тогда я и дал себе зарок не пить до конца войны … Кстати, на войне ведь почти никто не болел, хотя и спали на снегу, и лазили по болотам. Нервы были на таком взводе, что не брала никакая хворь. Всё само проходило. Обходились и без ста грамм. Все мы были молоды и воевали за правое дело. А когда человек ощущает свою правоту, у него совсем другие рефлексы и отношение к происходящему».
Режиссёр Григорий Чухрай.
«Вообще выдавали их только перед самой атакой. Старшина шёл по траншее с ведром и кружкой, и те, кто хотел, наливали себе. Те, кто был постарше и поопытнее, отказывались. Молодые и необстрелянные пили. Они-то в первую очередь и погибали. „Старики“ знали, что от водки добра ждать не приходится»
Режиссёр Пётр Тодоровский
«Я воевал с 1942 года. Помню, водка выдавалась только перед атакой. Старшина шёл по траншее с кружкой, и кто хотел, наливал себе. Выпивали в первую очередь молодые. И потом лезли прямо под пули и погибали. Те, кто выживал после нескольких боев, относились к водке с большой осторожностью».
Александр Гринько, рядовой-пехотинец.
«Восторженные поэты назвали эти предательские сто граммов „боевыми“. Большего кощунства трудно измыслить. Ведь водка объективно снижала боеспособность Красной Армии»
Генерал армии Н. Лященко.

## В искусстве
Выдача 100 грамм часто упоминалась в военных песнях.

Давно ты не видел подружку,

Дорогу к знакомым местам,

Налей же в железную кружку

Свои боевые сто грамм.
«Солдатский вальс» слова — В. Дыховичный, музыка — Н. Богословский